# Geschichte

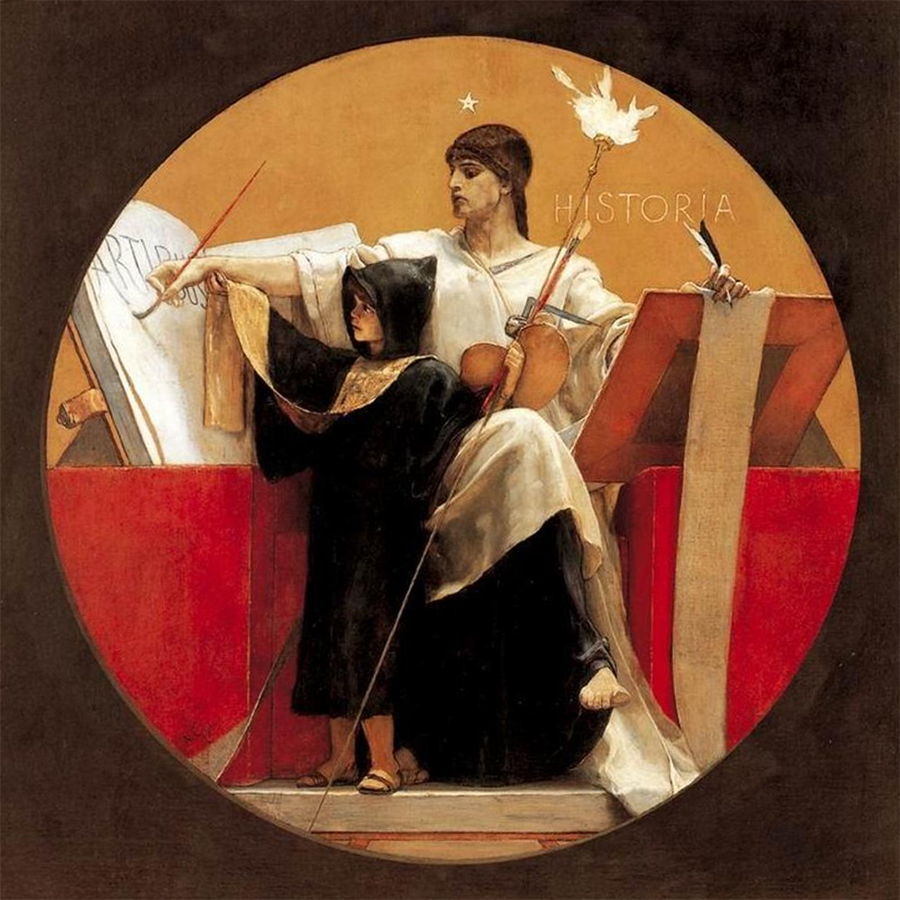
Historia, Allegorie der Geschichte, Gemälde von Nikólaos Gýzis (1892)

Unter Geschichte versteht man im Allgemeinen diejenigen Aspekte der Vergangenheit, derer Menschen gedenken und die sie deuten, um sich über den Charakter zeitlichen Wandels und dessen Auswirkungen auf die eigene Gegenwart und Zukunft zu orientieren.
Im engeren Sinne ist Geschichte die Entwicklung der Menschheit, weshalb auch von Menschheitsgeschichte gesprochen wird (im Unterschied etwa zur Naturgeschichte). Daneben bedeutet Geschichte als Historie aber auch die Betrachtung der Vergangenheit im Gedenken, im Erzählen und in der Geschichtsschreibung. Forscher, die sich der Geschichtswissenschaft widmen, nennt man Historiker.
Schließlich bezeichnet man mit Geschichte auch das Schulfach Geschichte, das über den Ablauf der Vergangenheit informiert und einen Überblick über Ereignisse der Welt-, Landes-, Regional-, Personen-, Politik-, Religions- und Kulturgeschichte gibt.

## Bedeutungsspektrum
Wenn man Geschichte als Vergangenheit betrachtet, lassen sich folgende Bereiche unterscheiden:
- Die Geschichte des Universums bzw. der Natur: Sie wird speziell von Astronomen, Astrophysikern, Geologen, Biologen und anderen Naturwissenschaftlern betrachtet (Urknall, Kosmologie, Erdgeschichte, Naturgeschichte). Darin eingeschlossen ist auch die Entstehung des Homo sapiens.
- Die Geschichte des Menschen: Damit setzt eine Entwicklung ein, die kulturelle Faktoren beinhaltet. Der Mensch veränderte von jeher seine Umwelt, um sie seinen Bedürfnissen anzupassen. Diese Art Geschichte ist Gegenstand von Archäologie, Ethnologie und Sozialgeografie. Zeiträume, aus denen keine Schriftquellen vorliegen, werden als Urgeschichte, Perioden mit nur sehr wenigen (meist nicht einheimischen) Schriftquellen als Frühgeschichte bezeichnet.
- Die Geschichte des Menschen seit der Erfindung der Schrift (im 4. Jahrtausend v. Chr.), also jenseits rein mündlicher Überlieferung (die neuerdings in Form der Oral History auch für wissenschaftliche Forschungen eine Rolle spielt).

Geschichte in diesem dritten, auf Schriftlichkeit beruhenden Bereich bildet das Hauptarbeitsfeld der Geschichtswissenschaft mit ihren spezifischen Methoden. Denn erst mittels Schriftzeugnissen wird es möglich, menschliches Tun und Erleben zu dokumentieren, als Teil der Menschheitsgeschichte dauerhaft festzuhalten und sich diese in der jeweiligen Gegenwart wieder anzueignen. Im Mittelpunkt der Beschäftigung mit Geschichte, der Erkundung (griechisch: Historie) der Vergangenheit, stehen dabei die Quellen, d. h. zeitnahe schriftliche Aufzeichnungen und Dokumente.
Dabei ist zu unterscheiden zwischen Geschichte als Geschehen und dem Geschichtsbewusstsein, dem Bild des Gewesenen, das sich einerseits im Selbstverständnis der historischen Personen widerspiegelt, andererseits sich bei der Erforschung und Darstellung aufgrund der vorhandenen Überlieferungen für den Betrachter ergibt, der das Geschehen zu erfassen versucht (vgl. Geschichtsschreibung und Geschichte der Geschichtsschreibung). Diese nachträgliche Geschichtserkenntnis gründet sich auf Überreste und Tradition. Solche Erkenntnis ist allerdings nie völlig objektiv, sondern abhängig von der historischen Situation, der Perspektive des Betrachters und den verfügbaren Quellen. In manchen Fällen wird vorgeschlagen, die Darstellung der Ergebnisse und Zusammenhänge als eine künstlerische Tätigkeit zu betrachten. Eine bestimmte Perspektive gegen andere Perspektiven durchzusetzen (aber auch der Versuch, Multiperspektivität zu ermöglichen) ist Sache der Geschichtspolitik.
Dagegen hat sich Geschichtsdidaktik die Aufgabe gestellt, den Zugang zu den wichtigsten Bereichen von Geschichte zu erleichtern und ein mehrdimensionales Geschichtsbewusstsein zu ermöglichen. Der Geschichtsunterricht ist der Versuch der praktischen Umsetzung von Geschichtsdidaktik. Im Idealfall sollen inhaltlich nicht nur die bisherigen Erkenntnisse der Geschichtswissenschaft, sondern zumindest in Ansätzen auch historisch-kritische Methodenkenntnisse vermittelt werden – dies umso mehr, als das in der Schule vermittelte Geschichtswissen an sich stets nur eine Rekonstruktion ist, die keinen Wahrheitsanspruch erheben kann.

## Funktionen und Betrachtungsweisen von Geschichte
Ebenso lange, wie es Geschichtsschreibung gibt, stellt sich die Frage: Wozu Geschichte? Neben der Bewahrung von Traditionen aller Art, der vielleicht ursprünglichsten Funktion des Erzählens bzw. Aufschreibens von Geschichte, kann Geschichte auch identitätsstiftende Wirkung entfalten, etwa bei der Suche nach einer Antwort auf die Frage, „woher wir kommen und wohin wir gehen.“ Bereits in der Antike gab Cicero eine später häufig zitierte, aber auch skeptisch betrachtete umfassende Funktionsbestimmung der Geschichte als „Lehrmeisterin des Lebens“ (Historia magistra vitae).

Der im Historismus etwa durch Leopold von Ranke erhobene Objektivitätsanspruch, zu zeigen, „wie es eigentlich gewesen“ sei, ist im Hinblick auf die Zeitgebundenheit und Individualität jeglichen Rückblicks in die Vergangenheit als nicht einlösbar anzusehen. Der Annales-Historiker Fernand Braudel beschrieb Grenzen der Objektivität, denen alle unterliegen, die Geschichte darstellen, einmal so: „In der Tat tritt der Historiker niemals aus der Dimension der geschichtlichen Zeit heraus; die Zeit klebt an seinem Denken wie die Erde am Spaten des Gärtners. Trotzdem träumt er davon, sich ihr zu entziehen.“ Gordon A. Craig äußerte 1981 in einem Vortrag: 

„Denn Geschichte ist nicht ‚exakte Wissenschaft‘ – sie ist eine humanistische Disziplin. Ihr Hauptgegenstand sind Menschen, und Geschichte ist, wie Thukydides vor langer Zeit sagte, das Studium nicht von Umständen, sondern von Menschen in Umständen. Wer das vergißt, weil er in sein eigenes spezielles Interessengebiet verliebt ist oder fasziniert von den modellbildenden Aktivitäten und Idealtypen der Behaviouristen, kann nur als einfältig bezeichnet werden.“

Der Historiker Rolf Schörken stellte vier Hauptfunktionen der Geschichte heraus:
- Sie ist unterhaltsam und entlastet von den Mühen des Alltags, dem eine leuchtende Vergangenheit gegenübergestellt wird.
- Sie vermittelt Prestige, wenn man etwa auf den Besitz sehr alter Gegenstände oder auf einen weit zurückreichenden Stammbaum seiner Familie verweisen kann.
- Sie stabilisiert Gemeinschaften und wirkt so identitätsstiftend, etwa durch den Rückblick auf eine gemeinsam erlebte Vergangenheit.
- Sie liefert einen reichen Vorrat an Exempla und Argumenten und wirkt so legitimierend.[6]

### Wissenschaftliche Annäherungen

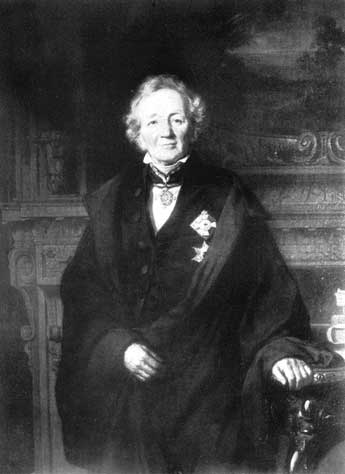
Leopold von Ranke gilt als einer der Gründerväter der modernen Geschichtswissenschaft, der sich um eine möglichst große Objektivität bei der Wiedergabe der Geschichte bemühte.

Geschichte kann als Resultat wissenschaftlicher Forschung gesehen werden. Der Historiker soll dem Leser auf eine nachvollziehbare, annähernd objektive und überzeugende Weise den Gang der Ereignisse sowie deren Ursachen und Wirkungen, ein alltagsweltliches Geschichtsbewusstsein präsentieren. Die Geschichtsphilosophie versucht, den Gang der Handlungen in einen übergeordneten Zusammenhang, ein Geschichtsbild, zu bringen. Wesentliche Ordnungskriterien- und Hilfsmittel dabei sind Chronologie und Periodisierung. Der Geschichtsdidaktiker Hans-Jürgen Pandel definiert fünf Merkmale von Geschichte bzw. historischer Erzählungen:
- Retrospektivität (Geschichtsschreibung ist nur rückblickend möglich).
- Temporalität (Geschichte ist eine zeitdurchschreitende Darstellung. Hist. Ereignisse müssen z. B. zeitlich zueinander in Beziehung gesetzt werden).
- Selektivität (Relevanz- und Auswahlkriterien für die Bearbeitung hist. Fragestellungen. Es wird eine Perspektivierung vorgenommen).
- Konstruktivität (Geschichte wird narrativ formiert).
- Partialität (Geschichtsschreibung ist räumlich und zeitlich begrenzt).

Weiterhin ließe sich Narrativität selbst als ein Merkmal formulieren. Bei Pandel findet sich dieses Merkmal jedoch in der Grundannahme selbst wieder, dass Geschichte per se narrativ ist. Das Konstruktivitätsmerkmal bindet er auch an Narrativitätstheorie an.
Der Geschichtstheoretiker Jörn Rüsen definiert sieben Charakteristika als Merkmale für Geschichte bzw. historische Deutung. Diese decken sich z. T. mit Pandels Merkmalen bzw. sind anders formuliert oder ausdifferenziert. Geschichte ist nach Rüsen demnach:
- retrospektiv (Vergangenheit wird aus der Gegenwart bearbeitet).
- perspektivisch (die Geschichtsdarstellung weist einen Leitfaden auf).
- selektiv (Gesichtspunkte der Wichtigkeit und Bedeutung für die Darstellung).
- sequentiell (Geschichtsdarstellungen sind nur ein Teil eines übergreifenden Zeitverlaufs).
- partikular (erzählte Geschichte steht neben anderen möglichen Erzählungen und ist daher nicht endgültig).
- kommunikativ (Geschichte bezieht sich implizit oder explizit auf andere Geschichte(n))
- argumentativ (wissenschaftliche Ergebnisse begründet Geltungsansprüche durch Bezug auf andere Forschungen).

#### Geschichte als quellenabhängige Konstruktion
Die Geschichtswissenschaft diskutiert auch die Frage, wie weit das von ihr entworfene Bild von der Vergangenheit überhaupt in der Lage ist, die tatsächliche Vergangenheit abzubilden. Das bezieht sich nicht allein auf die Unmöglichkeit, historische Situationen und Prozesse in ihrer Gesamtheit oder Totalität abzubilden, sondern hängt auch mit Zweifeln in ihre Quellen (ganz abgesehen von den Fälschungen) zusammen. Während man im 19. Jahrhundert bemüht war, gegensätzliche Aussagen aus verschiedenen Quellen weitestgehend zu harmonisieren, findet man sich heute eher damit ab, dass der vergangene Sachverhalt bis zum Fund neuer Quellen unrekonstruierbar verschwunden ist. Bekanntes Beispiel für diesen Wandel ist die Darstellung der Krönung Karls des Großen in Rom zum Kaiser, die in den päpstlichen Quellen anders geschildert wird als in den Quellen, die nördlich der Alpen entstanden sind. Während in diesem Falle die Nichtrekonstruierbarkeit angesichts sich widersprechender Quellen heute allgemein akzeptiert wird, ist es bei Quellen, denen keine abweichende oder von ihr unabhängige Darstellung gegenübersteht, eine viel diskutierte Frage, ob das Bild, das auf Grund dieser Quellen von der Vergangenheit gezeichnet wird, nicht eine Konstruktion ist, die mit den wirklichen Geschehnissen wenig oder möglicherweise nichts zu tun hat. Hier können der Prozess Jesu oder die Hintergründe der konstantinischen Wende als Beispiel dienen. Dabei wird zum einen die Frage diskutiert, ob der Versuch einer Rekonstruktion in derartigen Fällen nicht ebenfalls unterbleiben sollte, und zum anderen, ob eine solche Unterscheidung zwischen „wirklicher“ und „rekonstruierter“ Wirklichkeit überhaupt einen Sinn hat und ob nicht die Maxime genügt, dass die rekonstruierte Geschichte so lange als Wirklichkeit gilt, bis neue Erkenntnisse eine Korrektur erfordern.

#### Historische Rekonstruktion mit sprachlichen Mitteln
Das Bemühen um wissenschaftliche Rekonstruktion von Geschichte kommt – schon allein wegen der sprachlichen Bestimmtheit ihrer Vermittlung – nicht ohne konstruierende Anteile aus. Der Rohstoff der Geschichte, die Gesamtheit des Vergangenen, kann erst durch Benennung, Bewertung und Ordnung im Medium der Sprache sichtbar bzw. begreiflich gemacht werden. Demnach ist Geschichte (auch) das Erzeugnis der Historiker und der sich auf die Vergangenheit besinnenden Menschen. „Nur soweit diese Besinnung stattfindet und sich artikuliert, gibt es Geschichte. Außerhalb dieses Bereichs ist nur noch Gegenwart ohne Tiefendimension und totes Material.“

#### Unbewusste Anteile in geschichtlichen Erzählungen
Anders als bei den noch im 19. und 20. Jahrhundert vorherrschenden und mit exklusivem Objektivitätsanspruch verbundenen historistischen Geschichtsbildern stehen sich unterdessen in der Geschichtswissenschaft eine Vielzahl von Narrativen zu Vergangenheitsaspekten gegenüber. Generell zu kurz greift aber laut Thomas Walach, wer Geschichte „als reines Produkt bewusster Reflexion über Vergangenheit“ versteht. Sowohl die geschichtlichen Akteure als auch die das Geschehen verarbeitenden Historiker seien durch unbewusste Anteile ihrer Psyche ebenso bestimmt wie durch die bewussten kognitiven Operationen. Eine ihre gesellschaftliche Rolle ernstnehmende Geschichtswissenschaft komme künftig nicht umhin, sich mit den dunkleren Bereichen im historischen Unbewussten – Schuldgefühl, Kränkung, Scham und Ressentiment – auseinanderzusetzen. „Die blinden Flecken auf der historischen Netzhaut“, so Walach, „resultieren aus der typischen empirischen Vorgehensweise der Geschichtswissenschaft, die stets untersucht, wofür sie Quellen findet und sich selbst Aussagen darüber verbietet, wofür sie kein Quellenmaterial hat.“

### Künstlerische Verarbeitung
Indem die Darstellung von Geschichte auch als eine künstlerische Gestaltungsaufgabe betrachtet werden kann, kommt es ohne vorrangig wissenschaftliches Erkenntnisinteresse zu künstlerischer Interpretation bzw. literarischer Verarbeitung geschichtlicher Themen. Beispiele dafür sind die Dramen Julius Caesar von William Shakespeare oder Wallenstein von Friedrich Schiller – Werke, die der Einbildungskraft des Künstlers weit mehr verdanken als einem wissenschaftlichen Anspruch.
Formen künstlerischer Auseinandersetzung mit Geschichte finden sich auch in der bildenden Kunst, speziell in der Historienmalerei, wo neben Gemälden wie der Alexanderschlacht von Albrecht Altdorfer auch monumentale Formate wie das Bauernkriegspanorama von Werner Tübke vorkommen. In der Musik nehmen sich zum Teil Opernwerke historischer Stoffe an, etwa Giuseppe Verdis Don Carlos oder Gaetano Donizettis Anna Bolena.

### Geschichtspolitik

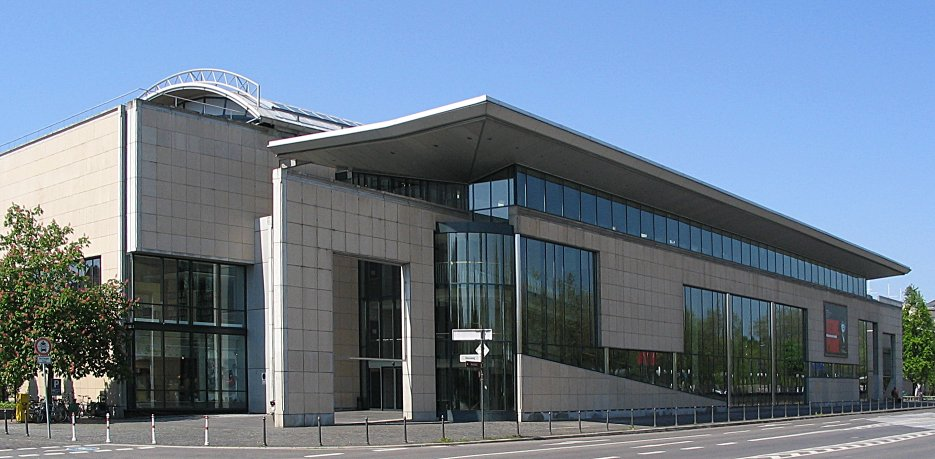
Haus der Geschichte in Bonn

Die gezielt von politischen Interessen geleitete Darstellung von Geschichte ist Gegenstand der Geschichtspolitik, die auch von manchen Historikern aktiv mit betrieben wird. Geschichtspolitik dient der Einflussnahme auf die allgemeine Meinungsbildung in der Gesellschaft, insbesondere in totalitären Systemen. Sie hat in Abhängigkeit vom politischen System zeittypische Auswirkungen auf Geschichtsdidaktik und Geschichtspädagogik, insbesondere Geschichtsunterricht, Museumspädagogik und Gedenkstätten. Zudem gibt es Formen geschichtlicher Wissensvermittlung durch Unterhaltungsmedien bis hin zum Histotainment (wie zum Beispiel Mittelaltermärkte), ein Spektrum, das von didaktischer Wissensvermittlung bis zur bloßen Unterhaltung reicht und auch in mancherlei Kombinationen anzutreffen ist.
Die Mittel von Geschichtspolitik sind vielfältig. Zu den diesbezüglichen Begriffen gehören: Geschichtlichkeit, Geschichtsbewusstsein, Geschichtsraum, Geschichtsperspektive, Historisierung, Erinnerungskultur, Glorifizierung beziehungsweise Geschichtsfälschung.
Dass Geschichtspolitik auch in repräsentativen Demokratien von Bedeutung ist, ergibt sich unter anderem aus dem Auftrag zur politischen Bildung. Die Art und Weise, wie Vergangenheitsvorstellungen zustande kommen, ist laut Walach entscheidend dafür, „ob und wie der Konsens über gemeinsame Geschichte einen Konsens über Politik herstellen kann.“ Das kulturell vermittelte gesellschaftliche Wissen über Vergangenheit sei jedoch in repräsentativen Demokratien für Brüche besonders anfällig, da es hier – anders als in autoritären politischen Systemen – kein bloß verordnetes historisches Narrativen geben könne. Hinzu komme die neue digitale Medienöffentlichkeit, die den Personenkreis, der eigene Wahrnehmungen aller Art veröffentlichen kann, in bisher ungekannter Weise erweitert. Daraus ergibt sich für Walach das Problem: „Alternative Fakten, Fake News, Geschichtsrevisionismus – all diese Phänomene, die es der Wissenschaft schwer machen, in der Öffentlichkeit Gehör zu finden, haben eines gemeinsam: Die Bereitschaft, ihnen Glauben zu schenken stellt eine Reaktion des Unbewussten auf die Zumutungen der postmodernen Welt dar, in der das Subjekt allzu oft auf sich selbst zurückgeworfen wird, anstatt Halt an identitätsstiftenden Gewissheiten zu finden.“
Darum sei es wichtig, dass die Geschichtswissenschaft, der die Hegemonie über den historischen Diskurs zu entgleiten drohe, Mittel und Wege finde, um wieder breite Akzeptanz für ihre Anliegen und Ergebnisse erreichen zu können. Dazu müsse sie die Beziehung zwischen dem historisch Unbewussten und den historischen Narrativen untersuchen und sie etwa im Rahmen der Public History vermitteln, „die exakt am Schnittpunkt von Wissenschaft, öffentlichen Geschichtsbildern und Geschichtspolitik angesiedelt ist.“